# Багри (Краків)

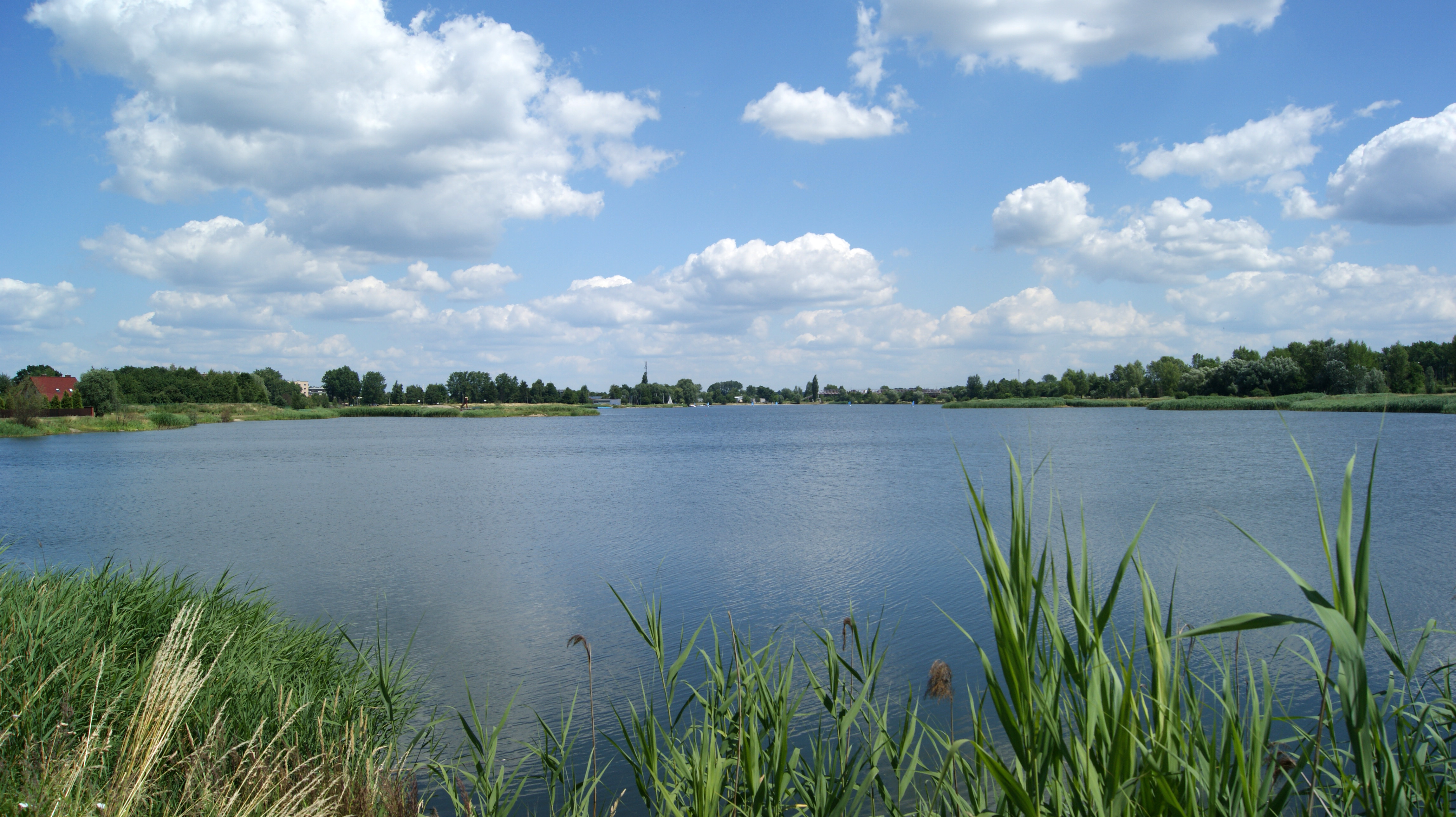
Вигляд із заходу

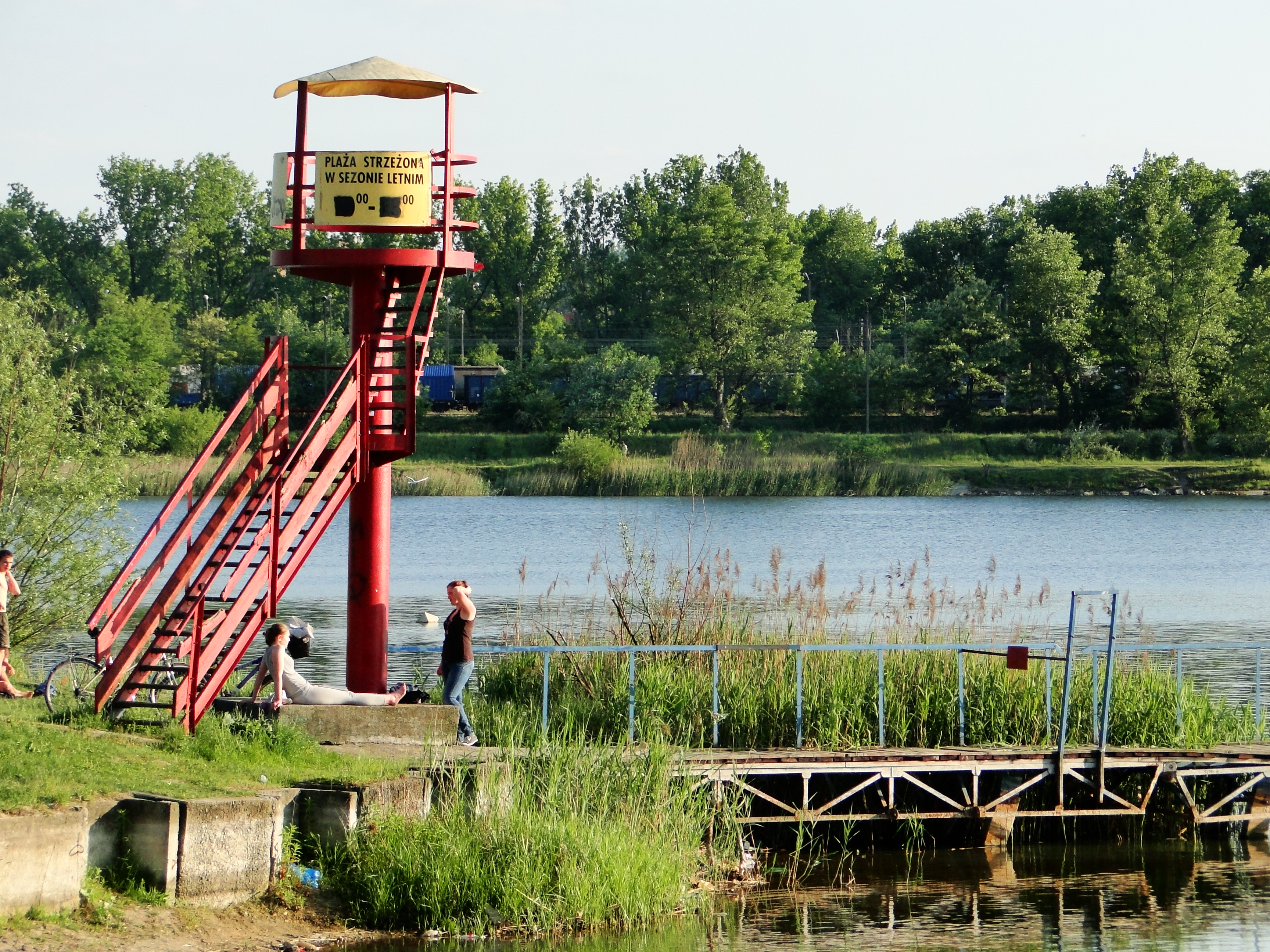
Помост на Баграх

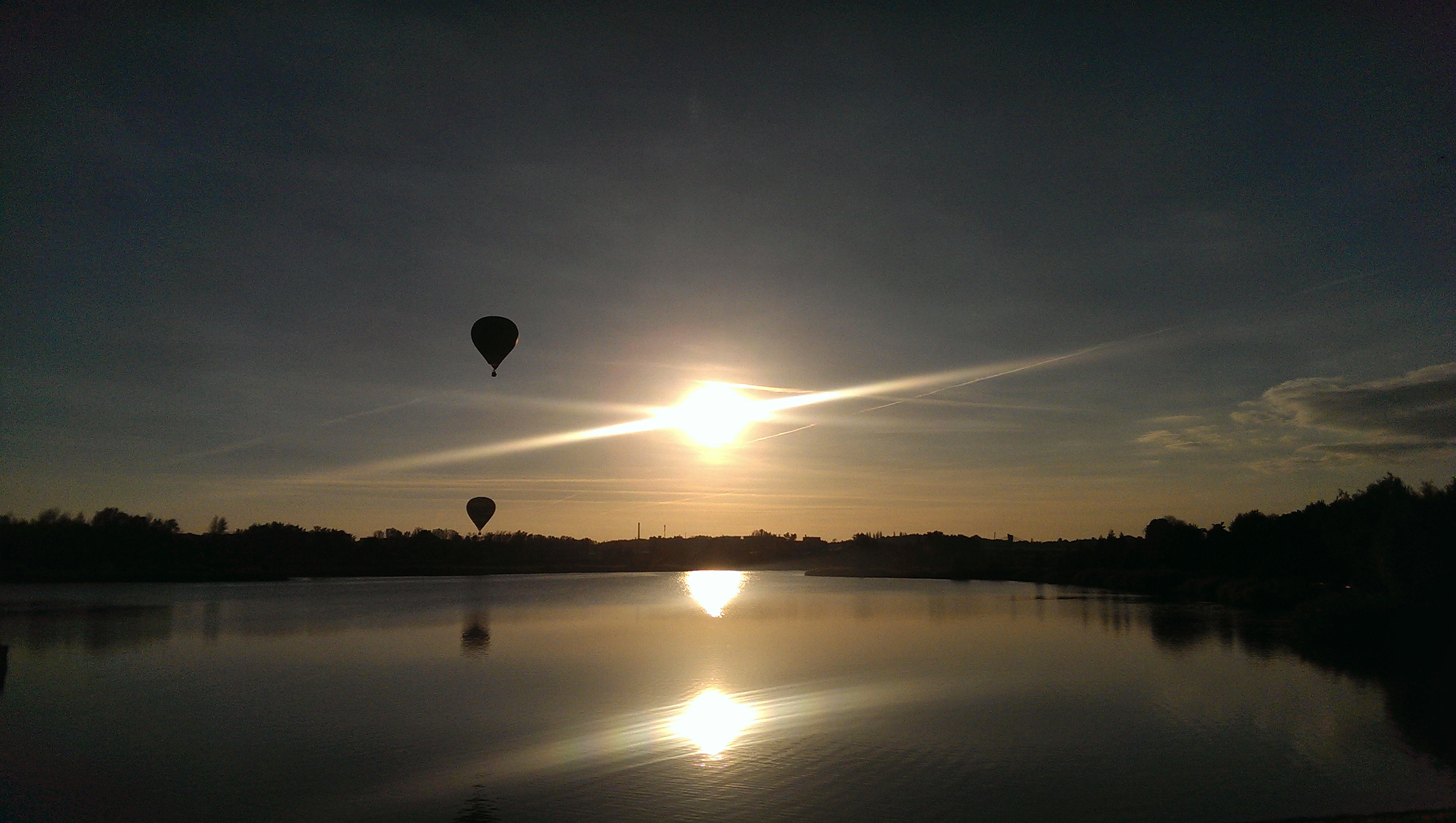
Захід сонця над Багри

Багри — водойма, став в Кракові, утворена в результаті затоплення гравійних виробок. Знаходиться між вул. Липська та вул. Величка, в Плашуві, в дільниці XIII Подґуже. Це одне з найбільших штучних водойм у межах Кракова. З півдня до ставу прилягає залізнична станція Краків Прокоцім Товаровий, а трохи західніше – станція Краків Плашув.

## Історія
Став Багри повстав лише в 1945 році. Раніше на його території був кар'єр, де примусово працювали в’язні табору Баудієнст № 108, розташованого на вулиці Лукасевича (нині Калімача). Розкопаний матеріал використовувався насамперед для розширення залізничної станції Краків Прокоцім. У 1944 році табір було ліквідовано, але помпи продовжували перекачувати воду у Віслу. Німці вимкнули їх, коли відходили з Кракова, і вода, що прибула, швидко покрила розкоп, затопивши також решту інфраструктури (включно з екскаваторами та вагонами, які досі стоять на дні). Утворений резервуар був названий Баграмі від німецького слова Bagger, що означає екскаватор .

## Природа
Береги ставу заросли очеретом і рогозом. Це створює сприятливі умови для гніздування водоплавних птахів. Крім того, водойма зариблена, тому часто можна зустріти рибалок. У природі зустрічаються коропові: лин, короп, карась, плотва, краснопірка, лящ (штучно завезені білий амур, гірчак — близько 1990 р.). Тут багато хижаків: окунь, судак, щука і навіть вугор. З 2011 року також заведена райдужна форель, але той утримується не довше сезону. Із земноводних зареєстровані тритон звичайний, ропуха вогняна, жаба європейська, жаба басейнова та жаба звичайна. З рептилій — живородна ящірка і вуж. Сенсацією є поява близько 2002 року прісноводної медузи з Бразилії виду Craspedacusta sowerbii. Є природні мідії, які ефективно очищають водойму. Взимку тут зустрічаються цікаві види водоплавних птахів, такі як поганка, вухаста поганка, лиска та чимало чайок білоголових, звичайних та чорноголових чайок. Навколо водойми є вологі луки.

## Спорт і відпочинок
На терені ставу є пляж для купання, що охороняється в сезон купання, три причали, пункт прокату водного спорядження. Організовуються курси надання першої допомоги та курси для надання  вітрильного патенту. На околицях ставу також є дикі пляжі.
Під час вітрильного сезону проводяться заходи та змагання на відкритому повітрі. Любителі засмаги можуть поїсти у двох гастрономічних точках, які працюють тільки в сезон. Крім того, діти можуть користуватися сусідським майданчиком розваг.

### Купальня
На терені ставу є місце для купання під охороною, яке є безкоштовним, оскільки фінансується мерією. Чистота води регулярно контролюється санепідконтролем. У літній сезон воно популярне серед жителів Кракова.

### Вітрильні події
Під час парусного сезону відбувається багато різноманітних водних подій:
- Відкриття вітрильного сезону в KŻ Horn Kraków,
- Чемпіонат СЗС Краківського повіту,
- Малопольський інтеграційний чемпіонат з вітрильного спорту,
- Кубок Польщі Match Regatta,
- Відкритий чемпіонат Малопольщі,
- Відкритий чемпіонат Краківського OZŻ,
- Провінційні ігри, Gimnazjada, Licealiada SZS,
- Національна регата на Кубок Президента Кракова,
- Чемпіонат NSKO Match,
- Міжвоєводська першість серед молоді,
- командний чемпіонат Малопольщі,
- Вітрильна регата «Енерга»,
- Старша регата,
- Вітрильний день захисту дітей,
- інші заходи: дні відкритих дверей для яхт, заняття з вітрильного спорту та майстер-класи для дитячих садочків та шкіл.

### Вітрильні клуби
У затоці працює багато краківських вітрильних клубів, зокрема:
- Горн Краківський вітрильний клуб
- Гірськолижний клуб Лідер — секція вітрильного спорту
- Молодіжний Морський Клуб "Szkwał"
- Вітрильний клуб «Багри».
- Колхідський вітрильний клуб
- Вітрильний клуб "Krakow Yacht Club".
- Вітрильний клуб "Салтром"
- Яхт-клуб
- Вітрильний клуб "Krakow Regatta Club"
- SWAT Scouting Sailing Club (Скаутська вітрильна станція)

### Прокат водного спорядження
Водне спорядження можна взяти напрокат в ангарі, який розташований безпосередньо біля купальні, який адмініструє Асоціація «Омега», де є: каяки, водні велосипеди, каное.
На пристані AZS Kraków у лижній школі Lider є пункт прокату водного спорядження та центр підготовки та вітрильного спорту. Також можна пообідати в барі Liderek, який працює сезонно.
Вітрильний клуб «Horn Kraków» пропонує пункт прокату водного спорядження та тренувальний і вітрильний центр «Horn Kraków» з приміщеннями для проживання та харчування.
У Баграх також є підйомник для водних лиж та вейкборду, обладнаний професійними перешкодами.

## Транспорт
До ставу можна дістатися громадським транспортом  :
Ви можете дістатися прямо до ставу регулярним автобусом і двома спеціальними (сезонними) автобусами:
- лінія 127: Podgórze SKA — Powstańców Wielkopolskich, Płaszowska, Przewóz, Lipska, Węglarska, Grochowa, Kozia — Bagry (курсує в будні з 5:00 до 20:00, приблизно кожні 40 — 60 хвилин)

- лінія 427: Podgórze SKA — Powstańców Wielkopolskich, Kuklińskiego, Lipska, Węglarska, Grochowa, Kozia — Bagry (курсує у вихідні з 9:00 до 20:00, приблизно кожні 20 хвилин)
- лінія 497: Mały Płaszów P+R — Lipska, Mierzeja Wiślana, Sudecka — Bagry Tężnia (курсує у вихідні з 9:00 до 20:00, приблизно кожні 20 хвилин)

Крім того, ви можете дістатися до ставу іншими маршрутами, які зупиняються біля ставу :
- Зупинка "Dworcowa" — трамваї: 3, 6, 11, 13, 24 та автобуси: 143, 274, 301
- зупинка "Dworzec Płaszów Estakada" — трамвайні лінії: 9, 11, 49, 50
- Зупинка «Lipska» з можливістю пересадки на лінію 427 — трамваї: 9, 11, 20, 49, 50 та автобуси: 128.
- Трамвайно-автобусна станція "Mały Płaszów P+R" з можливістю пересадки на лінію 497 — трамваї: 11, 20 та автобуси: 123, 125, 128, 158, 221, 264
- Зупинка «Rzebika» з можливістю пересадки на лінії 127 та 427 — трамваї: 11, 20 та автобуси: 125, 128, 158

Залізницею: від залізничної зупинки Краків Прокоцім, далі пішохідним мостом через колії товарної станції.